# Krzemienica
Krzemienica je vesnice v centrální části Polska v gmine (obec) Czerniewice, okrese Tomaszów Mazowiecki Lodžského vojvodství. Leží 85 km severozápadně od Varšavy, v historickém Mazovsku, a protéká jí říčka Krzemionka.
Vlastní vesnice Krzemienica čítá 210 obyvatel.
První zmínka o lokalitě pochází z 15. století.